# Wahlgeographie
Wahlgeographie bezeichnet die Analyse der räumlichen Muster des Wahlverhaltens einer Bevölkerung unter Einbeziehung der dortigen geographischen Verhältnisse.

## Geschichte
1913 veröffentlichte der Franzose André Siegfried  (1875–1959) die erste klassische Studie zur Wahlgeographie namens „Tableau politique de la France de l'est sous la Troisième Republique“. Darin identifizierte er verschiedene Faktoren, die das Wahlverhalten beeinflussten, wie etwa die Bodenqualität, die in ertragreichen Gegenden zu reichen Großgrundbesitzern führte, welche größtenteils konservativ wählten.
In Deutschland hielt die Wahlgeographie durch die Soziologen Rudolf Heberle (1896–1991) und Ferdinand Tönnies (1855–1936) Einzug. Heberle beschrieb den Zusammenhang von radikalem Umschwung der Wahlpräferenz in den Jahren 1919 bis 1932 in Schleswig-Holstein und speziell auf der Insel Maasholm von mehrheitlich linken Parteien zur NSDAP mit der Krisenanfälligkeit der armen dortigen Bevölkerung (Landwirte und Fischer). Einen solchen Zusammenhang zwischen Krisenanfälligkeit und der Wahl systemverändernder Parteien belegte Heberle später auch für die USA.